# Tutnall and Cobley
 (septembre 2023).
Tutnall and Cobley est une paroisse civile du Worcestershire, en Angleterre.